# Seznam českých a slovenských železničních nákladních vozů
Seznam českých a slovenských železničních nákladních vozů zahrnuje řady železničních nákladních vozů způsobilých k provozu na veřejných železnicích, vyráběné po skončení druhé světové války, jejichž držitelem byly československé subjekty a které byly registrovány u československých úřadů. Přednost je dána vozidlovému parku ČSD (vozy v majetku ČSD a vozy přepravců, zařazené do parku ČSD).
Během sledovaného období došlo ke změnám:
- řadového označení vozů; především bylo československé národní označení (první sloupec tabulek) změněno na mezinárodní označení podle Mezinárodní železniční unie (UIC) (druhý sloupec),
- identifikace vozů zavedením identifikace pomocí dvanáctimístných čísel ve druhé polovině 60. let; číselný interval (5. až 8. číslice dvanáctimístného čísla) je uveden ve čtvrtém sloupci tabulek (většinou je uveden poslední platný číselný interval, který je ke každé uvedené řadě vozu znám, případně vývoj těchto intervalů),
- pravidel registrace vozů – zařazování „soukromých vozů“ u jednotlivých národních železnic – členů UIC, v našem případě ČSD, ČD, ŽSR, bylo ukončeno rokem 2010 a nahrazeno státní evidencí držitelů vozů s přidělováním kódu VKM.

## Vysvětlivky k jednotlivým skupinám tabulkových údajů
- Národní označení – písmenné řadové označení vozu ("řada") dle československých zvyklostí používané u ČSD a vozů čs. podniků do roku 1968. Poté bylo užito v různých formách zápisu jako tzv. vedlejší řadové označení, kdy hlavním označením bylo "Značení UIC". Národní označení slouží k základní klasifikaci vozů a je doplněno číslem (viz interval). V tabulce je uváděno poslední platné Národní označení (starší jsou v případě potřeby uváděna v závorce).
- Značení UIC – písmenné řadové označení vozu ("řada") dle mezinárodně platné vyhlášky UIC 438, používané u ČSD jako hlavní označení od roku 1968. Toto označení slouží k základní klasifikaci vozů a je doplněno číslem (viz interval). V tabulce je uváděno poslední Značení UIC (starší jsou v případě potřeby uváděna v závorce).
- Skupina – tzv. „konstrukční“ nebo „vozová“ skupina, sjednocující vozy stejného původu (země původu, období výroby) a podobných základních technických vlastností do skupin pro odlišení od ostatních. V současnosti se toto třídění již nepoužívá.
- Interval – číselný interval, který je počáteční částí celého čísla vozu. Slouží k detailnější klasifikaci vozů a k podrobnějšímu rozlišení různých typů vozů majících stejnou "řadu". Platí pro Národní označení i Značení UIC.
- Výrobce – závod, který vyráběl danou řadu vozů. Je uveden ve zjednodušené formě zápisu (sídlo výrobce), případně celým názvem bez uvedení právní formy subjektu, platným v době výroby konkrétní řady vozu.
- Rok výroby – konkrétní léta nebo dekáda, kdy byla daná řada vyráběna pro potřeby ČSD nebo čs. průmyslu.
- Popis – jednoduchá charakteristika vozu, kde např. 2n = dvounápravový, 4n = čtyřnápravový, provozní určení, upřesňující informace.

## Vozy dodané v letech 1945–1992
V přehledu jsou zahrnuty řady vozů, které byly vyrobeny a dodány československým odběratelům v letech 1945 až 1992, byly provozovány na území ČSR/ČSSR, vlastněny ČSD nebo československými podniky (tzv. „soukromé vozy“ zařazené u ČSD) buď po celou dobu provozu, nebo jen v určitém období. Jsou zde zahrnuty i vozy, jejichž výroba začala v roce 1945 ještě za 2. světové války a volně pokračovala i v prvních letech po skončení války (jde o vozy dodané československým odběratelům). Symbol [P] ve čtvrtém sloupci označuje interval, který byl přidělen pouze soukromým vozům zařazeným u ČSD.

### Vozy kryté
| Národní značení     | Značení UIC             | Skupina | Interval | Výrobce                               | Rok výroby    | Popis | Obrázek           | Galerie na Commons                            |
| ------------------- | ----------------------- | ------- | --- | ------------------------------------- | ------------- | --- | ----------------- | --------------------------------------------- |
| Ztr (ex Zsr), Ztrn  | Glm                     | 10      | 102 2 – 102 9 104 0 – 104 9                                                                                     | Kopřivnice, Smíchov, Č.Lípa, Studénka | 1946-48       | 2n krytý, s brzd. budkou (Studénka) / bez budky; z výroby Zsr, od roku 1949 Ztr; řadu Ztrn dostávaly až v provozu vozy Ztr bez pravidelného čištění |                   | ČSD Class Ztr                                 |
| Ztrc                | Glmqs (ex Glmqrs)       | 10      | 136 1 | Smíchov (…)                           | 1947          | 2n krytý, průběžné parní potrubí a průběžný elektrický kabel; využívány rovněž jako spěšninové vozy |                   | ČSD Class Ztr                                 |
| Ztrc                | Glms (ex Glmrs)         | 10      | 136 4 | Smíchov (…)                           | 1947          | 2n krytý, průběžné parní potrubí; využívány rovněž jako spěšninové vozy |                   | ČSD Class Ztr                                 |
| Ztrcc               | Gs (Glms), ex Grs       | 10      | 131 0 | ČSD ŽOS Trnava                        | 19xx          | 2n krytý, rekonstrukce ze Ztr (doplněn parou vytápěný ložný prostor) – spěšninové vozy |                   | ČSD Class Ztr                                 |
| M                   | Hk                      | 10      | 205 0 | Č. Lípa                               | 1956          | 2n krytý s brzdařskou budkou (prototyp vzniklý rekonstrukcí ze Ztr), na živá zvířata |                   |                                               |
| M                   | Hks                     | 10      | 215 0 – 215 1                                                                                                   | Č. Lípa, Smíchov                      | 1959-61       | 2n krytý, na živá zvířata |                   | ČSD Class M                                   |
| Zt                  | Gkks (ex Gls)           | 23      | 130 0 - 130 4 (ex 133 0 – 133 7, 134 0 – 134 3)                                                                 | Polsko                                | 1951-53       | 2n krytý |                   | ČSD Class Zt                                  |
| Zts                 | Gbs                     | 31      | 150 0 – 150 1                                                                                                   | Jugoslávie                            | 1965-69       | 2n krytý, verze s ruční brzdou na plošině i bez ruční brzdy. Verze s ručním přestavovačem P-L (prázdný-ložený). Často fyzicky označeny nesprávnou řadou Gbgs | Gbs (sk. 31)      | ČSD Class Zts group 31 ČSD Class Gbs          |
| Zts                 | Gbss                    | 31      | 173 9 | Jugoslávie                            | 1965-69       | 2n krytý, verze s ruční brzdou na plošině i bez ruční brzdy. Schopné provozu v loženém stavu v režimu SS (120 km/h) a s automatickou regulací brzdné síly podle hmotnosti nákladu (DK-GP-A). Později některé upraveny na 100 km/h a přeznačeny do intervalu 150 0 – 150 1 s řadou Gbs | Gbs (sk. 31)      | ČSD Class Zts group 31 ČSD Class Gbs          |
| Zts                 | Gbgkks                  | 12      | 153 3, 153 4 154 0 [P], 154 7 – 154 9                                                                           | Č. Lípa                               | 1983-86       | 2n krytý s násypkami |                   | ČSD Class Zts group 12                        |
| Zts                 | Gbgs                    | 10      | 157 0 – 157 3, 158 0 – 158 3, 158 4 [P]                                                                         | Poprad                                | 1970-73       | 2n krytý s násypkami, část vozů 157 0 - 157 3 s brzd. budkou (později odebírána) | Zts/Gbgs (sk. 10) | ČSD Class Zts group 10                        |
| Zts                 | Gbgs                    | 23      | 157 3 – 157 5                                                                                                   | Polsko                                | 1970-71       | 2n krytý s násypkami, celokovová skříň |                   | ČSD Class Zts group 23                        |
| Zts                 | Gbgs                    | 27      | 157 6 – 157 9                                                                                                   | Rumunsko                              | 1970-71       | 2n krytý s násypkami |                   | ČSD Class Zts group 27                        |
| Zts                 | Hbcks Hbckss            | 31      | 233 9 (ex 218 4) 243 9 (ex 218 5)                                                                               | Jugoslávie                            |               | 2n krytý, bez ruční brzdy, v každém čele čelní dveře. Verze Hbckss 243 9 schopná provozu v loženém stavu v režimu SS (120 km/h) |                   |                                               |
| Ztff                | Hbfs, Hfs               | 10      | 238 0 (ex 214 0)                                                                                                | Poprad                                | 1973          | 2n krytý, tvarově a výbavou přizpůsoben požadavkům přepravy do Velké Británie (obrys, ruční páková pořádací brzda, potrubí sací brzdy) |                   |                                               |
| Zts                 | Gbkks                   | 12      | 154 0 | Č. Lípa                               | 1986          | 2n krytý, kusové zboží, bez střešních násypných otvorů a dveřních výsypných klapek, čs. armáda | Gbkks (Zts)       | ČSD Class Gbkks                               |
| Ztsc                | Gbqs                    | 12      | 154 2 | Č. Lípa                               | 1986-87       | 2n krytý, spěšninový, průběžný kabel el. topení |                   | ČSD Class Gbqs                                |
| Ztfcs               | Gbkkqs                  | 12      | 153 8 | Č. Lípa                               | 1985          | 2n krytý, poštovní zásilky, průběžný kabel el. topení, průběžné potrubí parního topení |                   | CZ-POŠTA Class Gbkkqs                         |
| Ztscc               | Gbkkqs                  | 12      | 153 8 | Č. Lípa                               | 1986-87       | 2n krytý, spěšninový, průběžný kabel el. topení, průběžné potrubí parního topení |                   |                                               |
| Ztsc                | Gbkkqss, později Gbkkqs | 12      | 176 0 | Č. Lípa                               | 1987          | 2n krytý, spěšninový, průběžný kabel el. topení, z výroby 120 km/h |                   |                                               |
| Zsa                 | Hacdgs (ex Hacdgrs)     | 10      | 272 1 – 272 8                                                                                                   | Smíchov (prototyp), Č. Lípa           | 1958-62       | 4n krytý s násypkami a výsypkami, s brzd. budkou / s brzd. plošinou, průběžné potrubí parního topení (během výroby později neosazováno) |                   |                                               |
| Za                  | Hacgs                   | 9       | 262 8 (272 1 – 272 8)                                                                                           | Č. Lípa                               | 1958-62       | 4n krytý s násypkami reko Zsa/Hacdgs 272 1 – 272 8 |                   | ČSD Class Za                                  |
| Za                  | Gags                    | 10      | 195 1 – 195 6                                                                                                   | Č. Lípa                               | 1976-78       | 4n krytý s násypkami, podvozky 26-2.8 |                   | ČSD Class Za group 10                         |
| Za                  | Gags                    | 51      | 196 0 – 196 3 199 1                                                                                             | Poprad                                | 1987-90       | 4n krytý s násypkami, upravená skříň a podvozky Y25Rs oproti Za/Gags 10. sk. | Za/Gags 51. sk.   | ČSD Class Za group 51 ČSD Class Gags group 51 |
| Zav                 | Hadgs                   | 11      | 260 0 – 260 5                                                                                                   | Č. Lípa                               | 1965-73       | 4n na obilí |                   | ČSD Class Zav                                 |
| Zazc (z výroby Zac) | Haqs (ex Taeqrs)        | 10      | Haqs 264 0 (ex Taeqrs 585 5, prototypy interval 586 5)                                                          | Č. Lípa                               | 1963, 1965-66 | 4n, přesuvná střecha, průběžný kabel el. topení, průběžné porubí parního topení |                   |                                               |
| Zac                 | ?                       | 10      | 027 0 [P] | Č. Lípa                               |               | 4n, přeprava živých ryb, kabel el. topení a průběžné porubí parního topení, skříň odvozena od Zac/Zaz |                   |                                               |
| Zaz                 | Taes (ex Has)           | 10      | Taes/Zaz 581 1 – 581 4 585 1 – 585 4 585 7 – 585 9 od r. 1982: Has 270 0 – 270 4 od 90. let: Taes 081 1 – 081 3 | Č. Lípa                               | 1965-73       | 4n s odsuvnou střechou |                   | ČSD Class Zaz                                 |
| Utz                 | Tcms                    | 10/11   | 072 6 – 072 8 (ex 572 6 – 572 8, 574 8 a 574 9)                                                                 | Č. Lípa                               | 1968-73       | 2n s odsuvnou střechou |                   | ČSD Class Utz                                 |
| Utz                 | Tcms                    | 31      | 572 5 | Jugoslávie                            |               | 2n s odsuvnou střechou |                   | ČSD Class Tcms group 31                       |
| –                   | Tdgns                   | 13      | 014 7 | Č. Lípa                               | 1992-93       | na zrniny, obilniny | Tdgns             | ČD Class Tdgns                                |

### Vozy vysokostěnné
| Národní značení              | Značení UIC   | Skupina | Interval                                                                  | Výrobce                                                                 | Rok výroby        | Popis | Obrázek      | Galerie na Commons     |
| ---------------------------- | ------------- | ------- | ------------------------------------------------------------------------- | ----------------------------------------------------------------------- | ----------------- | --- | ------------ | ---------------------- |
| Vtr (ex Vsr)                 | E             | 10      | 500 0 – 503 6                                                             | Tatra: Kopřivnice, Č. Lípa, Kolín; Mostáreň Brezno, Uničovské strojírny | 1946-57           | 2n s tlakovou brzdou i bez tlakové brzdy, s ruční brzdou ovládanou z budky nebo pořádacím kolem ze země |              | ČSD Class Vtr          |
| Vtd                          | El            | 10      | 510 0 – 510 5                                                             | Smíchov, Kopřivnice, Poprad                                             | 1946-47           | 2n s klanicemi a odnímatelnými stěnami a klapkami, skříň i klapky kompletně dřevěné, s brzdou i bez brzdy, navazuje na meziválečné Vtd s konstrukčními úpravami pro DR za 2. sv. války; v intervalech 510 0 až 510 5 zařazeny se staršími vozy řady Vtd skupiny 8 |              |                        |
| Vtdr (část ex Vdr)           | El            | 10      | 556 0 – 557 1 Do r. 1982 vozy bez brzdy: 556 0 – 556 4 (ex 559 4 – 559 9) | Vagónky Tatra, Mostáreň Brezno                                          | 1947-60           | 2n s klanicemi a odnímatelnými stěnami a klapkami; u nejstarších vozů vyrobených s řadou Vdr byla skříň dřevěná a boční klapka plechová, u dalších (rovnou řada Vtdr) celá skříň plechová s tlakovou brzdou i bez tlakové brzdy, z výroby všechny bez ruční brzdy |              | ČSD Class Vtdr         |
| Vtdrp                        | Elo           | 10      | 556 5 (ex 511 0 – 511 7)                                                  | ČSD ŽOS                                                                 | 195x              | 2n, rekonstrukce z Vtdr s dřevěnou skříní (zvýšení skříně a její fixace k rámu), pouze pro vnitrostátní provoz (režim 20) |              |                        |
| Vtu, Vut (později Vtp, Vtpr) | El            | 25      | 559 0 – 559 1 (– 559 2, 559 3) / 516 0, 516 1 (ex 4-58)                   | Niesky (NDR)                                                            | 1951              | 2n, dřevěná skříň, německá řada Om; verze s tlakovou brzdou bez ruční brzdy a verze s tlakovou a ruční brzdou (brzdařská plošina), vozy rekonstruované na Vtp(r) (všechny stěny pevné) intervaly 516 0 a 516 1; pouze vnitrostátní provoz (režim 20)              |              |                        |
| Vte                          | Es            | 31      | 552 0 – 552 2 555 0 – 555 4                                               | Jugoslávie                                                              | 1965-66           | 2n s budkou i bez |              | ČSD Class Vte group 31 |
| Vte                          | Es            | 27      | 552 3 – 552 8                                                             | Rumunsko: Arad, Severin                                                 | 1973-75           | 2n, s plošinou i bez |              | ČSD Class Vte group 27 |
| Vte                          | Es            | 11      | 552 9 – 554 0                                                             | Č. Lípa                                                                 | 1978-82           | 2n |              | ČSD Class Vte group 11 |
| Vte                          | Es            | 12      | 554 0 – 555 6                                                             | Č. Lípa                                                                 | 1987-90           | 2n |              | ČSD Class Es           |
| Vte                          | Es            | 13      | 555 6 – 555 8                                                             | Č. Lípa                                                                 | 1990              | 2n, dvojkolí s ložisky vzor 86V |              | ČSD Class Es           |
| Vsa                          | Eal           | 10      | 591 2 – 592 5, 598 1 – 598 9 (část ex 599 0), 596 7 [P]                   | Poprad, Burgas (Bulharsko)                                              | 1957-66 (1956-67) | 4n, výsypné klapky |              | ČSD Class Vsa          |
| Vsae (ex Vsa-u)              | Eacs          | 10      | 543 0 – 543 2 (ex 595 0 – 595 5)                                          | Studénka                                                                | 1964              | 4n, výsypné klapky, brzd. plošina, zesílená skříň |              |                        |
| Vsaz                         |               | 10      | 591 2 (ex 7-42)                                                           | Poprad                                                                  | 1962 (1960?)      | 4n, výsypné podlahové klapky a odsuvná střecha, brzd. plošina; vyrobeny 2 vozy |              |                        |
| Vase                         | Eacs (ex Eas) | 10      | 546 0 – 546 6 (ex 595 6 – 596 7)                                          | Poprad                                                                  | 1964, 1966-69     | 4n, podlahové výsypné klapky. Prototypy z roku 1964 měly řadu Vas a trochu odlišně řešenou skříň (Vas vyrobeny 4 kusy) |              | ČSD Class Vase         |
| Var                          | Ea            | 10      | 590 0 (ex 670 0)                                                          | Poprad                                                                  | 1963              | 4n, bez bočních dveří, uhlí + ruda, pouze prototypy |              |                        |
| Uae                          | Eas           | 11      | 597 0 – 597 9                                                             | Poprad                                                                  | 1979-84           | podvozky 26-2.8 |              | ČSD Class Eas group 11 |
| Uae                          | Eas           | 51      | 596 8 – 596 9                                                             | Poprad                                                                  | 1979-84           | podvozky Y25Cs | Eas (sk. 51) | ČSD Class Eas group 51 |
| Uae                          | Eas           | 54      | 596 6 a 594 9                                                             | Poprad                                                                  | 1979-84           | podvozky Y25Rs, reko Eas sk. 11 | Eas (sk. 53) | ČSD Class Eas group 54 |
| Uaes                         | Eas-u         | 52      | 595 0 – 596 0                                                             | Poprad                                                                  | 1983-87           | podvozky Y25Cs, část Y25Rs |              | ČSD Class Eas-u        |
| Uaes                         | Eas-u         | 53      | 596 0 – 596 6                                                             | Poprad                                                                  | 1983-87           | podvozky Y25Cs, část Y25Rs |              | ČSD Class Eas-u 53     |
| Ua                           | Eal           | 10      | 599 1                                                                     | (ČSD ŽOS)                                                               |                   | rekonstrukce Vsa (Eal) zavařením podlahových výsypných klapek |              |                        |

### Vozy nízkostěnné
| Národní značení | Značení UIC    | Skupina | Interval                                          | Výrobce                        | Rok výroby           | Popis                                                                                   | Obrázek     | Galerie na Commons         |
| --------------- | -------------- | ------- | ------------------------------------------------- | ------------------------------ | -------------------- | --------------------------------------------------------------------------------------- | ----------- | -------------------------- |
| Na / Nap        | Rlmm           |         | 383 2                                             | USA, (V. Británie)             | 1946                 | 4n, z poválečných dodávek UNRRA                                                         | Nap (UNRRA) | ČSD Class Nap              |
| Nsk             | Kbkks (ex Kbs) | 10      | 341 5 – 341 6 (ČSD), 341 7 [P] (ex 333 0 – 333 5) | Smíchov, Č.Lípa                | 1962-66 (1962-67)    | 2n                                                                                      |             | ČSD Class Nsk              |
|                 | Ks/Kns         | 13      | 330 0 od roku 2009: 337 9                         | Č.Lípa                         | 1987, 1991           | 2n                                                                                      |             | ČSD Class Ks               |
| Pk              | Kbkkm (ex Om)  | 39      | 321 9 (ex 361 0 – 361 9)                          | Švédsko (různí)                | 1935-42              | 2n, s klanicemi, různé typy, původem od švédských SJ, u ČSD zařazovány cca od roku 1979 |             |                            |
| Paon            | Smm (ex Rlmm)  | 10      | – (ex 383 4 - 383 5)                              | Smíchov                        | 1952-54              | nízké stěny skříně                                                                      |             | ČSD Class Paon             |
| Paov            | Smm (ex Rmm)   | 10      | 460 6 (ex 385 0 – 385 3)                          | Smíchov, Poprad, Královopolská | 1953-56              | vysoké stěny skříně                                                                     | Smm (Paov)  | ČSD Class Paov             |
| Na              | Rem            | 10      | 390 1 a 390 2 po r. 1982: 386 0                   | Č. Lípa, Studénka              | 1957 (1958), 1961-63 | podv. 26-2.7 a 26-2.8                                                                   | Rem (Na)    | ČSD Class Na ČSD Class Rem |
| Nas             | Res            | 10      | 390 2 – 390 5 po r. 1982: 394 0 – 394 1           | Studénka                       | 1967-70              | podv. 26-2.7 a 26-2.8                                                                   |             | ČSD Class Nas group 10     |
| Nas             | Res            | 11      | 394 0 – 394 4                                     | Poprad                         | 1976-78              | podv. 26-2.8                                                                            |             | ČSD Class Nas group 11     |
| Na              | Res            | 51      | 393 8 – 393 9                                     | Poprad                         | 1983-87              | podv. Y25Cs                                                                             |             | ČSD Class Na               |
| Na              | Res            | 67      | 393 6 – 393 7                                     | Rumunsko: MEVA, Arad           | 1977-83              | podv. Y25Cs                                                                             |             | ČSD Class Na               |

### Vozy plošinové
| Národní značení      | Značení UIC     | Skupina | Interval                                                   | Výrobce                                   | Rok výroby | Popis | Obrázek | Galerie na Commons |
| -------------------- | --------------- | ------- | ---------------------------------------------------------- | ----------------------------------------- | ---------- | --- | ------- | ------------------ |
| Pа                   | R               |         | 380 0 (ex 3-1, 3-98)                                       | USA, (V. Británie)                        | 1946       | 4n, z poválečných dodávek UNRRA |         |                    |
| Pa / Pae             | R               |         | 380 0 (ex 3-14)                                            | Kopřivnice                                | 1945       | 4n, původně válečná objednávka pro DR, dokončená až po válce a dodaná ČSD |         |                    |
| Ptdo                 | Kbmps           | 10      | 342 5 (ex 312 0, 312 1, 342 0, 342 1)                      | Č. Lípa                                   | 1966-67    | 2n, rekonstrukce z Otdo |         | ČSD Class Ptdo     |
| Ptdr                 | Kbmp            | 10      | 312 7 (ex 310 99)                                          | Č. Lípa                                   | 1947-59    | 2n, reko z Otdr |         | ČSD Class Ptdr     |
| Pdky                 | Lg              | 8, 10   | 441 1                                                      | ČSD ŽOS                                   |            | 2n, na přepravu kontejnerů; rekonstrukce z Vtd |         |                    |
| Pao                  | Smmp (ex Rmmp)  | 10      | 462 2 – 462 4                                              | Smíchov, Studénka, Č. Lípa, Královopolská | 1950-65    | 4n, délka přes nárazníky 15,24 m; některé vznikly z Paov a Paon |         | ČSD Class Pao      |
| Pa                   | Sps             | 10      | 471 9                                                      |                                           |            | 4n, sklopné klanice; rekonstrukce Na/Rem (demontáž bočních sklopných stěn, zesílení spodku a brzdařské plošiny) |         |                    |
| Pa, SV, SVS, EL, EMV | Smmp, Sps       | 11      | 471 9 [P] a další                                          | Poprad                                    | 1965-8x    | 4n, typ 416, různé modifikace a nástavby, délka přes nárazníky 13,86 m, průmysl a ČSD – traťové hospodářství. V praxi jsou vozy hojně označeny řadou Sps (zejména soukromé vozy mimo majetek SŽDC, řada Sps patří k intervalu 471 9), někdy řadou Smmp (podle konstrukční podobnosti s řadou Pao/Smmp). Označení UIC se objevuje až po roce 1989 |         | CZ Class Sps       |
| Pam                  | Smmp            | 11      | 3-54…                                                      | Č. Lípa, Poprad                           | 60. léta   | 4n, demontovatelné klanice, délka 15,24 m, ČSD (traťové hospodářství) |         |                    |
| Px                   | Sammp (ex Salp) | 10      | 482 1 (ex 482 5 - 482 7) (ex 3-38, 3-58, 3-59, 3-61, 3-62) | Tatra                                     | 1950-57    | 6n |         | ČSD Class Px       |
| Pxx                  | Sammp (ex Salp) | 10      | 482 2 (ex 482 4) (ex 3-61)                                 | Tatra                                     | 1957       | 6n se zvedáky |         | ČSD Class Pxx      |
| Pas                  | Sps             | 10, 11  | 472 0                                                      | Poprad                                    | 1976-78    | 4n, jako Nas 11. sk. |         | ČSD Class Pas      |
| Pa, SV, SVS, EL, EMV | Rmms            | 51      | 395 9 [P]                                                  | Poprad                                    | 198x-9x    | 4n, sklopné klanice, variantní doplňková výbava; u ČSD byly pouze v traťovém hospodářství a ve stavebních a elektrizačních podnicích, dále dodány do průmyslu |         | CZ Class Rmms      |

### Vozy oplenové
| Národní značení | Značení UIC | Skupina | Interval      | Výrobce                     | Rok výroby | Popis | Obrázek | Galerie na Commons |
| --------------- | ----------- | ------- | ------------- | --------------------------- | ---------- | ----- | ------- | ------------------ |
| Otdr            | Lcmp        | 10      | 401 7 – 401 9 | Č.Lípa                      | 1947-59    | 2n    |         | ČSD Class Otdr     |
| Oa              | Scmms       | 10      | 470 8         | Poprad (prototypy), Č. Lípa | 1961-65    | 4n    |         | ČSD Class Oa       |

### Vozy výsypné
| Národní značení | Značení UIC                           | Skupina | Interval                                                            | Výrobce                                         | Rok výroby                   | Popis                                                            | Obrázek            | Galerie na Commons     |
| --------------- | ------------------------------------- | ------- | ------------------------------------------------------------------- | ----------------------------------------------- | ---------------------------- | ---------------------------------------------------------------- | ------------------ | ---------------------- |
| St              | Fcc                                   | 10      | 639 0 (ex 602 0 ČSD, ex 060 x [P])                                  | Mostáreň Brezno, Poprad, Č. Lípa                | 1956-60 (1952, 1964)         | 2n                                                               |                    | ČSD Class St           |
| Stz             |                                       | 10      |                                                                     | Mostáreň Brezno, Poprad, Č. Lípa                | 50. léta / 60. léta          | 2n, se střechou, dodány pouze podnikům                           |                    |                        |
| Stz             | Tpps                                  | 11      | 076 1 (ex 053 3 [P])                                                | Poprad                                          | 1969-70                      | 2n, slad, dodány pouze podnikům                                  |                    | ČSD Class Stz          |
| Stz             | Tpps                                  | 11      | 076 15 (ex 053 3 [P])                                               | Poprad                                          | 1969-70                      | 2n, původně pro přepravu cukru, dodány pouze podnikům            | Stz/Tpps 076 15    | ČSD Class Stz          |
| Sa              | Facc                                  | 10      | 689 1 – 689 3, 689 8 [P] (ex 676 0 – 676 5)                         | Mostáreň Brezno, Smíchov, ZJVS Martin, Studénka | 1950, 1953-58                | 4n                                                               |                    | ČSD Class Sa           |
| Sav             | Facc                                  | 10      | 689 3 [P] / 689 4 – 689 5 (ex 676 8 – 677 0, 678 9, 696 0)          | Studénka                                        | 1952-56, 1959, 1962, 1965-67 | 4n                                                               |                    | ČSD Class Sav          |
| Savz            | Fad                                   | 10      | 677 4 (ex 7-52…)                                                    | Studénka                                        | 1959                         | 4n, obdoba Sav, se střechou                                      |                    |                        |
| Saz             | –                                     | 10      | –                                                                   | Studénka                                        | 1954-??                      | 4n, obdoba Sav, se střechou, dodáván do průmyslu                 |                    |                        |
| Sa              | Fads                                  | 10      | 696 1                                                               | Č. Lípa                                         | 1967                         | 4n, 2 prototypy pozdějších Sas                                   |                    |                        |
| Sas             | Faccs (ex Fads)                       | 10      | 699 4 – 699 6 (ex 696 1 – 696 9)                                    | Poprad                                          | 1970                         | 4n                                                               | Sas/Faccs (sk. 10) | ČSD Class Sas          |
| Sas             | Faccs (ex Fads, resp. ex Faccpps [P]) | 11      | 699 2, 699 3 [P], 699 6 – 699 9 (ex 696 1 – 696 9, resp. 067 9 [P]) | Studénka                                        | 1977-82                      | 4n                                                               |                    | ČSD Class Sas          |
| Sasz            | Faccs (ex Uads, Fads)                 | 10      | 699 3 [P] / 699 4 (ČSD, ex 931 0)                                   | Poprad                                          | 1970-71                      | 4n                                                               |                    | ČSD Class Sasz         |
| Vssa (ex Usa)   | Eal                                   | 27      | 599 4                                                               | Arad (Rumunsko)                                 | 1959 (1957?)                 | 4n, přestavitelná podlaha plochá / střechovitá, podlahové klapky |                    |                        |
| Wa              | Fall                                  | 10      | 657 5 – 657 7 (ex 677 5 – 678 0)                                    | Studénka, Poprad, ZJVS Martin                   | 1953-65                      | 4n, ruční ovládání klapek                                        |                    |                        |
| Wap             | Fall                                  | 10      | 658 0 – 658 2 (ex 686 0 – 686 6)                                    | Studénka, Poprad                                | 1950-65                      | 4n, pneumatické ovládání klapek                                  |                    | ČSD Class Wap group 10 |
| Wap             | Falls                                 | 11      | 667 5 – 667 9, 668 0 [P], 668 1 – 668 3 (ex 697 0 – 698 2)          | Poprad                                          | 1972-83                      | 4n                                                               |                    | ČSD Class Wap group 11 |

### Vozy kotlové
| Národní značení | Značení UIC           | Skupina | Interval                                                  | Výrobce                                         | Rok výroby        | Popis | Obrázek                            | Galerie na Commons                                                                         |
| --------------- | --------------------- | ------- | --------------------------------------------------------- | ----------------------------------------------- | ----------------- | --- | ---------------------------------- | ------------------------------------------------------------------------------------------ |
| Rt              | Uh / (Z)              | 10      | 705 5                                                     | Studénka, (Kopřivnice)                          | 1945-48           | 2n, 240 hl ocelový kotel, na pohonné látky, válečná a poválečná výroba jednotného válečného typu "ELK 240 Uerdingen" |                                    |                                                                                            |
| Rth             | Uh / (Ze)             | 10      | 708 5                                                     | Kopřivnice, (Studénka)                          | 1945-48           | 2n, 240 hl ocelový kotel s vytápěním, na nerostné oleje, válečná a poválečná výroba jednotného válečného typu "ELK 240 Uerdingen" | Rth ELK 240/CS                     | ČSD Class Rth                                                                              |
| Rv (ex Zsr)     | –                     | 10      | 700 0 (ex 8-20..., 520... [P])                            | Studénka                                        | 1947              | 2n, krytý vůz Zsr/Ztr s třemi káděmi na víno uvnitř |                                    |                                                                                            |
| R               | Zgk                   | 10      | 711 6 [P]                                                 | Královopolská                                   | 195×              | 2n, 120 hl ocelový kotel překrytý skříní, na zkapalněné plyny |                                    |                                                                                            |
| R               | Zck                   | 10      | 712 9 [P]                                                 | Královopolská                                   | 195×              | 2n, 120 hl ocelový kotel, na kyselinu fluorovodíkovou (rekonstrukce Zgk - Královopolská - 50. léta) | R 120 hl                           | ČSD Class R ČSD Class Zck                                                                  |
| R               | Uh                    | 10      | 5781.. [P] 072 1;[P]                                      | Královopolská                                   | 1958              | 2n, jednotný spodek, 120 hl hliníkový kotel izolovaný, přeprava mléka; označení po roce 1981 neznámé |                                    |                                                                                            |
| R / Rt, Rtr     | Zkk, Zk               | 10      | 720 8 [P]                                                 | Královopolská, Studénka                         | 1948-5x           | 2n, jednotný spodek, 125 hl ocelový kotel, na kyseliny, trichlorethylen, formaldehyd, čpavkovou vodu, hydroxid sodný, mořidla, anilin, kapalná hnojiva... | R 125 hl                           | ČSD Class R ČSD Class Zkk                                                                  |
| R / Rth         | Zek, Zkk              | 10      | 569... [P] (...) / 712 8 [P], 720 8 [P]                   | Královopolská, Studénka                         | 1948-5x           | 2n, jednotný spodek, 125 hl ocelový kotel s fixním vytápěním, na kyselinu sírovou a další chemikálie. Označení Zkk 720 8 patří vozům se zrušeným vytápěním | Rh 125 hl                          | ČSD Class Rh ČSD Class Zekk ČSD Class Zkk                                                  |
| R               |                       | 10      | [P]                                                       | Královopolská                                   |                   | 2n, jednotný spodek, 150 hl hliníkový kotel, na formaldehyd - bez dalších dostupných informací |                                    |                                                                                            |
| Rh              | Zekk / Zkk            | 10      | ... / 720 4 [P]                                           | Královopolská, Studénka                         | 195x-6x           | 2n, jednotný spodek, 150 hl hliníkový kotel s vytápěním, na kyselinu dusičnou, formaldehyd, mléko, pitnou vodu, víno, kaprolaktam atd. (Zkk 720 4 nerespektuje vytápění) | Rh 150 hl (hliník)                 | ČSD Class Rh ČSD Class Zekk ČSD Class Zkk                                                  |
| R               | Zkk                   | 10      | 720 4 [P]                                                 | Královopolská, (Vagónky Tatra)                  | 195×              | 2n, jednotný spodek, 160 hl ocelový kotel, na kyselina dusičnou a trichlorethylen |                                    |                                                                                            |
| R               | Uh / Zgk              | 10      | 072 1 [P] / 711 6 [P]                                     | Studénka                                        | 196×              | 2n, jednotný spodek, 160 hl ocelový vysokotlaký kotel, na zkapalněný chlór |                                    |                                                                                            |
| Rh              | Zekk, Zkk             | 10      | 724 7 [P], 720 5 [P]                                      | Studénka                                        | 196×              | 2n, jednotný spodek, 160 hl ocelový kotel s fixním vytápěním, na glycerin, melasu, oleje, tuky... Označení Zkk 720 5 platí pro vozy se zrušeným vytápěním | Rh 160 hl                          | ČSD Class Rh ČSD Class Zekk                                                                |
| Rt, Rthi        |                       | 10      |                                                           | Královopolská                                   |                   | 2n, jednotný spodek, 160 hl ocelový kotel s vytápěním a izolací, na dehet, louhy a podobně |                                    |                                                                                            |
| R, Rt           | Zkk                   | 10      | 070 4 [P] / 720 2 [P]                                     | Studénka                                        | 196×              | 2n, jednotný spodek, 200 hl ocelový kotel, na hořlavé látky |                                    |                                                                                            |
| R               | Uh / Zckk             | 10      | 576... [P]; 072 1 [P]                                     | Studénka                                        |                   | 2n, jednotný spodek, 200 hl ocelový kotel přetlakový, zevnitř pogumovaný, na kyselinu chlorovodíkovou a mravenčí, postřiky, šťávy, hydroxid draselný atd. |                                    |                                                                                            |
| R               |                       | 10      | [P]                                                       | (Vagónky Tatra, Královopolská)                  |                   | 2n, jednotný spodek upravený, 2× 100 hl ocelový kotel rozdělený na dvě oddělení, speciální armatura, na průmyslové kaly |                                    |                                                                                            |
| R               |                       | 10      | 573... [P]                                                | (Vagónky Tatra, Královopolská)                  |                   | 2n, jednotný spodek, 2× 100 hl ocelový kotel rozdělený na dvě oddělení, na kapalné uhlovodíky |                                    |                                                                                            |
| R               |                       | 10      | 575... [P]                                                | Královopolská                                   | 1954-55           | 2n, jednotný spodek, 200 hl ocelový kotel přetlakový a se sluneční clonou, na zkapalněné plyny (čpavek, propan) |                                    |                                                                                            |
| Rh              | Zek                   | 10      | 703 0, 720 8 [P]                                          | Královopolská, Studénka                         | 195×, 196×        | 2n, jednotný spodek, 200 hl ocelový kotel s vyjímatelným vytápěním v registru (jeden nebo dva), u některých vytápění později zrušeno (720 8 [P]); na nerostné oleje, kapalné uhlovodíky | Rh 200 hl                          | ČSD Class Rh ČSD Class Zekk ČSD Class Zkk                                                  |
| Rhi             | Zek                   | 10      | 704 8 (ex 714 0 - 714 4)                                  | Královopolská, Studénka                         | 195×, 196×        | 2n, jednotný spodek, 200 hl ocelový kotel s vytápěním v jednom nebo dvou registrech a s izolací; na horký dehet a horské nerostné oleje, fenol, odpadní oleje, uhlovodíky, kyseliny, hydroxidy, vodní sklo, horké pryskyřice atd. |                                    |                                                                                            |
| R               | Zkk                   | 10      | 710 0, 720 8 [P]                                          | Královopolská + ŽOS ČSD                         |                   | 2n, jednotný spodek, 200 hl hliníkový kotel (některé vznikly zrušením topení u původního Rhi 200 hl s hliníkovým kotlem), na formaldehyd atd. | R 200 hl (hliník)                  | ČSD Class R ČSD Class Zkk                                                                  |
| Rh              | Zekk                  | 10      | 8-8...., 072 1 [P]                                        | Královopolská                                   |                   | 2n, jednotný spodek, 200 hl hliníkový kotel s vyjímatelným vytápěním ve dvou registrech, na formaldehyd (formalín) atd. | Rh 200 hl (hliník)                 | ČSD Class Rh                                                                               |
| R / Rhi         | (Zekks) / Zks, Zkks   | 10      | ... / 724 5, 730 5                                        | Studénka, (Královopolská)                       | 195x-6x           | 2n, jednotný spodek, 200 hl hliníkový kotel s vytápěním ve dvou registrech a s izolací, na formaldehyd atd. | Rhi 200 hl (hliník)                | ČSD Class Rh ČSD Class Zkks ČSD Class Zekks                                                |
| R               | Zk, Zkk               | 10      | 701 6, 720 2, 720 6                                       | Královopolská, Studénka, Č. Lípa                | 195x, 196×        | 2n, jednotný spodek, 240 hl ocelový kotel, minerální oleje, kapalné uhlovodíky atd. | R 240 hl (ocel)                    | ČSD Class R                                                                                |
| R / Rh          | Zekk, Zekks           | 10      | 724 5, 724 6 [P], 744 5 - 744 6 (ex 704 0 - 704 5)        | Královopolská, (Studénka)                       | 195x, 196×        | 2n, jednotný spodek, 240 hl ocelový kotel s vytápěním fixním potrubím, na minerální oleje, kapalné uhlovodíky atd. | Rh 240 hl (ocel)                   | ČSD Class Rh ČSD Class Zekks                                                               |
| R / Rh          | Zekks                 | 10      | 724 5, 744 5 - 744 6 (ex 704 0 - 704 5)                   | Královopolská, (Vagónky Tatra)                  | 195x, 196×        | 2n, jednotný spodek, 240 hl ocelový kotel s vytápěním vyjímatelným potrubím ve dvou registrech, na minerální oleje, kapalné uhlovodíky atd. | Rh 240 hl (ocel)                   | ČSD Class Rh ČSD Class Zekks                                                               |
| Rh              | Zekks                 | 10      | 744 8 (ex 711 0 – 711 2)                                  | Královopolská, (Vagónky Tatra)                  | 195x, 196×        | 2n, jednotný spodek, 240 hl ocelový kotel s vytápěním vyjímatelným potrubím ve dvou registrech, na potraviny (jedlé oleje), melasu apod. | Rh 240 hl (ocel, potraviny)        | ČSD Class Rh ČSD Class Zekks                                                               |
| R, Rt, Rtr      |                       | 10      |                                                           | (Vagónky Tatra, Královopolská)                  |                   | 2n, jednotný spodek, 300 hl ocelový kotel, na kapalné uhlovodíky |                                    |                                                                                            |
| Rt              | Zkks                  | 29      | 740 0, 740 1                                              | RÁBA Győr (Maďarsko) + ČSD ŽOS                  | 1966              | 2n, 240 hl hliníkový kotel, některé vozy vznikly pozdější rekonstrukcí ze Zekks zrušením a zaslepením vytápění kotle | Rt/Uhs/Zkks 240 hl (29. sk.)       | ČSD Class Rt group 29 ČSD Class Zkks group 29                                              |
| Rth             | Zekks                 | 29      | 744 9                                                     | RÁBA Győr (Maďarsko)                            | 1970-71           | 2n, 233 hl hliníkový kotel s vytápěním | Rth/Uhs/Zekks 233 hl (29. sk.)     | ČSD Class Rth group 29 ČSD Class Zekks group 29                                            |
| Ra (Rah)        | Uah / Zae             | 10      | 738 1 (...), 771 3 / 758 7                                | Ringhoffer Kopřivnice                           | 1945-46           | 4n, 480 hl, vytápění; poválečný doběh výroby válečného jednotného "einheitu" ELK 480, na nerostné oleje a potraviny (jedlé oleje) | Ra, Rah/Zae 480 hl (10. sk.)       | ČSD Class Ra group 10 ČSD Class Rah group 10 ČSD Class Zae group 10                        |
| Ra              | Zas                   | 10      | 785 5 [P], 786 6 [P]                                      | Studénka                                        | 1965-6x           | 4n, 300 hl, na kyselinu sírovou (poolověný vnitřek kotle) |                                    |                                                                                            |
| Rah             | Uahrs, Uahrrs         | 10      | 07x x [P]                                                 | Studénka                                        | 1967-6x           | 4n, 300 hl, na kyselinu sírovou (poolověný vnitřek kotle, s vytápěním) |                                    |                                                                                            |
| Ra              | Uachs (Zacs)          | 10      | 07x x [P]                                                 | Studénka                                        | 197×              | 4n, 300 hl, na síran amonný (kotel se slunčení clonou) |                                    |                                                                                            |
| Ra              | Zacs                  | 10      | 786 6 [P]                                                 | Studénka                                        | 196×              | 4n, 340 hl, na kyselinu mravenčí a chlorovodíkovou, na chlornan sodný (vnitřek kotle pogumovaný) | Ra/Zacs 340 hl (sk. 10)            | ČSD Class Ra group 10 ČSD Class Zacs group 10                                              |
| Ra              | Zagks                 | 10      | 781 5 [P]                                                 | Studénka                                        | 1960-62           | 4n, 380 hl s tepelnou izolací oplášťováním kotle, na hluboce zchlazený kapalný oxid uhličitý |                                    |                                                                                            |
| Ra              | Zagkks                | 10      | 791 6 [P]                                                 | Studénka                                        | 1967-6x           | 4n, 380 hl se sluneční clonou, na kapalný chlór | Ra/Zagkks 380 hl (sk. 10)          | ČSD Class Ra group 10 ČSD Class Zagkks group 10                                            |
| Ra              | Zas                   | 10      | 785 4 [P], 785 7 [P]                                      | Studénka                                        | 1965-70           | 4n, 400 hl, ocelový kotel (včetně bimetalových), s brzdařskou budkou / bez budky; na živice v roztoku, kyselinu dusičnou, změkčovadla, cyklohexanon, minerální oleje, benzín, čpavkovou vodu, hydroxidy, fenol, styren, později rovněž na kapalná hnojiva | Ra/Zas 400 hl (sk. 10)             | ČSD Class Ra group 10 ČSD Class Zas group 10                                               |
| Ra              | Zas                   | 10      | [P]                                                       | Studénka                                        | 1967-6x           | 4n, 400 hl, hliníkový kotel; na kyselinu dusičnou |                                    |                                                                                            |
| Rai             | Zas                   | 10      | 788 4 [P]                                                 | Studénka                                        | 1968              | 4n, 400 hl, bimetalový kotel (ocel konstrukční + nerezová) s izolací, bez vytápění; na latex, později rovněž na kapalná hnojiva | Rai/Zas bimetal 400 hl (sk. 10)    | ČSD Class Rai group 10 ČSD Class Zas group 10                                              |
| Rah             | Zaes                  | 10      | 758 7, 788 4 [P], 788 7 [P]                               | Studénka                                        | 1964-67           | 4n, 400 hl, ocelový kotel (včetně bimetalových) s fixním nebo vyjímatelným vytápěním, brzdařská budka / bez budky; na hydroxid sodný, toluen, benzen, rozpouštědla, kyseliny, uhličitany a hydrogensiřičitany, monoethylenglykol, glycerin, změkčovadla, fenol, pryskyřice a živice v roztoku, čpavkovou vodu, později rovněž na kapalná hnojiva nebo na polévkové koření Maggi | Rah/Zaes 400 hl (sk. 10)           | ČSD Class Rah group 10 ČSD Class Zaes group 10                                             |
| Rahi            | Zaes                  | 10      | 778 0, 788 4 [P], 788 7 [P], 798 2 [P]                    | Studénka                                        | 1962-67           | 4n, 400 hl, ocelový kotel (včetně bimetalových) s fixním nebo vyjímatelným vytápěním a s izolací kotle, případně i s izolací výpusti; na latex, hydroxidy, dehet, asfalt, mazut a další těžké oleje, čistý naftalen, fenol, kresol, lepidla, isopropylamin, vodní sklo a dále například na roztavený dinitrotoluen či kapalná hnojiva                                           | Rahi/Zaes 400 hl (sk. 10)          | ČSD Class Rahi group 10 ČSD Class Zaes group 10                                            |
| Rahi            | Zaes                  | 10      | [P]                                                       | Studénka                                        | 1966-6x           | 4n, 400 hl, hliníkový kotel s vyjímatelným vytápěním ve dvou registrech a s izolací; na formaldehyd, gylcerin a roztok ledové kyseliny octové |                                    |                                                                                            |
| Ra              | Za / Zakk, Zas        | 10      | 755 0 – 755 1 / 770 8 [P], 785 5 [P]                      | Studénka, Královopolská                         | 1958-62           | 4n, 480 hl, včetně vozů ex Ra/Rah 758 5 - 758 7 po zrušení vytápění |                                    | ČSD Class Ra group 10 ČSD Class Za group 10 ČSD Class Zakk group 10 ČSD Class Zas group 10 |
| Ra, Rah         | Zae                   | 10      | 758 5 – 758 7 (ex 738 2 - 748 4)                          | Studénka, Královopolská                         | 1958-62           | 4n, 480 hl, některé přeznačeny do intervalu za 755 0-755 1 a 785 5 po zrušení vytápění |                                    | ČSD Class Rah group 10                                                                     |
| Rahi            |                       | 10      |                                                           | Studénka, Královopolská                         | 1962              | 4n, 480 hl, vytápění, izolace, na sulfid sodný (dobový název sirník sodný) |                                    |                                                                                            |
| Ra              | Za(c)s                | 11      | 785 5 [P]                                                 | Studénka                                        | 197×              | 4n, 300 hl, na kyselinu sírovou | Ra/Za(c)s 300 hl (sk. 11)          | ČSD Class Ra group 11 ČSD Class Zas group 11                                               |
| Rah             | (Zaces)               | 11      |                                                           | Studénka                                        | 197×              | 4n, 300 hl s vytápěním, na kyselinu sírovou dýmavou (oleum) |                                    |                                                                                            |
| Ra              | Zacs                  | 11      | 785 6 [P], 786 6 [P]                                      | Studénka                                        | 197×              | 4n, 340 hl, na kyselinu chlorovodíkovou, fosforečnou, chlornan sodný, síran železitý, epichlorhydrin (...) (vnitřek kotle pogumovaný) | Ra/Zacs 340 hl (sk. 11)            | ČSD Class Ra group 11 ČSD Class Ra ČSD Class Zacs group 11                                 |
| Ra              | Zas                   | 11      | 785 7 [P]                                                 | Studénka                                        | 1971-8x           | 4n, 400 hl, ocelový kotel s gravitačním vykládáním; na hydroxid sodný, acetáty, alkoholy (etanol, butanol), trichlorethylen, tetrachlorethylen (perchlor, perchlorethylen), diethylether (éter), hořlavé pryskyřice a dýhařská lepidla, chlorid vápenatý, kapalná hnojiva DAM (...)                                                                                             | Ra/Zas 400 hl (sk. 11)             | ČSD Class Ra group 11 ČSD Class Zas group 11                                               |
| Ra              | Zas                   | 11      | 785 4 [P]                                                 | Studénka                                        | 1972-7x           | 4n, 400 hl, ocelový kotel nerezový s gravitačním vykládáním; na kyselinu dusičnou | Ra/Zas 400 hl (sk. 11)             | ČSD Class Ra group 11 ČSD Class Zas group 11                                               |
| Ra              | Zac, Zacs             | 11      | 756 8 [P], 785 7 [P], 786 7 [P], 791 7 [P]                | Studénka                                        | 1973-8x           | 4n, 400 hl, ocelový kotel přetlakový, zevnitř pogumovaný, s vykládáním vrchem a technologickými průlezy; na kyselinu chlorovodíkovou, kyselinu sírovou akumulátorovou, chlornan sodný, kyselinu mravenčí a kyselinu (trihydrogen)fosforečnou | Ra/Zacs 400 hl (sk. 11)            | ČSD Class Ra group 11 ČSD Class Zacs group 11                                              |
| Ra              | Za, Zas               | 11      | 756 1 [P], 785 4 [P]                                      | Studénka                                        | 1977-8x           | 4n, 400 hl, bimetalový kotel (ocel konstrukční + nerezová), s gravitačním vykládáním; na letecké pohonné hmoty (kerosin), event. motorovou naftu; později v ČR u několika vozů změna výhradně na bezpečné látky (kapalná hnojiva DAM, melasa) | Ra/Zas (bimetal) 400 hl (sk. 11)   | ČSD Class Ra group 11 ČSD Class Zas group 11                                               |
| Ra              | Za, Zas               | 11      | 756 3 [P], 785 4 [P], 785 5 [P], 788 4 [P]                | Studénka                                        | 1973-8x           | 4n, 400 hl, hliníkový kotel s gravitačním vykládáním; na formaldehyd, kapalná hnojiva a dýhařská lepidla | Ra/Zas (hliník) 400 hl (sk. 11)    | ČSD Class Ra group 11 ČSD Class Zas group 11                                               |
| Ra              | Zas                   | 11      | 785 4 [P]                                                 | Studénka                                        | 1977-7x           | 4n, 400 hl, hliníkový kotel s vykládáním odsáváním vrchem; na koncentrovanou kyselinu dusičnou |                                    |                                                                                            |
| Ra              | Zags, Zagkk, Zagkks   | 11      | 771 6 [P], 791 7 [P] (ex 781 7 [P])                       | Studénka                                        | 1978-8x           | 4n, 400 hl, ocelový kotel tlakový s vykládáním vrchem; na kapalný chlór | Ra/Zagkks (Cl2) 400 hl (sk. 11)    | ČSD Class Ra group 11 ČSD Class Zagkks group 11                                            |
| Rah             | Zaes                  | 11      | 788 7 [P]                                                 | Studénka                                        | 1973-8x           | 4n, 400 hl, ocelový kotel s gravitačním vykládáním a vytápěním samostatnými topnicemi; na hydroxidy sodný a draselný, glycerin, mýdla, alkydy (pryskyřice), vodní sklo, kapalná hnojiva DAM, glykol, nitrobenzen, benzíny (lakový, aromatický), xylenol, toluen (...) | Rah/Zaes 400 hl (sk. 11)           | ČSD Class Rah group 11 ČSD Class Zaes group 11                                             |
| Rah             | Zaes                  | 11      | 788 4 [P]                                                 | Studénka                                        | 1973-7x           | 4n, 400 hl, hliníkový kotel s gravitačním vykládáním a vytápěním vyjímatelnými topnicemi ve dvou registrech; na fenol, kresol, xylenol, roztok ledové kyseliny octové, formaldehyd, dýhařská lepidla a kapalná hnojiva (DAM) | Rah/Zaes 400 hl (hliník) (sk. 11)  | ČSD Class Rah group 11 ČSD Class Zaes group 11                                             |
| Rai             | Zas                   | 11      | [P]                                                       | Studénka                                        | 1974-7x           | 4n, 400 hl, kotel ocelový, resp. bimetalový (konstrukční + nerezová ocel) s gravitačním vykládáním a s tepelnou izolací kotle (bez vytápění); na isopropylamin a dýhařská lepidla, dále na révové víno (bimetalový kotel) |                                    |                                                                                            |
| Rai             | Zas                   | 11      | 785 4 [P]                                                 | Studénka                                        | 1979-8x           | 4n, 400 hl, hliníkový kotel s gravitačním vykládáním a s tepelnou izolací kotle (bez vytápění); na kapalná hnojiva a dýhařská lepidla |                                    |                                                                                            |
| Rahi            | Zaes                  | 11      | 787 7 [P], 788 7 [P], 798 1, 798 2 [P]                    | Studénka                                        | 1973-8x           | 4n, 400 hl, ocelový kotel s gravitačním vykládáním, s tepelnou izolací kotle a s vytápěním v samostatných topnicích; na hydroxid sodný, horké nerostné oleje (tekutý asfalt, smola), těžký topný olej, tavený naftalen, fenol (kyselina karbolová) a rezol, dýhařská lepidla, anilín, indenový předkap, aromatické oleje, čpavkovou vodu                                        | Rahi/Zaes 400 hl (sk. 11)          | ČSD Class Rahi group 11 ČSD Class Zaes group 11                                            |
| Rahi            | Zae, Zaes             | 11      | 778 7 [P], 798 2 [P]                                      | Studénka                                        | 1974-8x           | 4n, 400 hl, ocelový kotel s gravitačním vykládáním, s tepelnou izolací kotle a s vytápěním v samostatných topnicích s upraveným zapojením; na tavený naftalen, rezol, anilín a dýhařská lepidla | Rahi/Zaes 400 hl (sk. 11)          | ČSD Class Rahi group 11 ČSD Class Zaes group 11                                            |
| Rahi            | Za(c)es               | 11      | 785 4 [P], 787 4 [P]                                      | Studénka                                        | 1972-74           | 4n, 400 hl, bimetalový kotel (konstrukční + nerezová ocel) s gravitačním a tlakovým vrchním vykládáním (2 dómy), s tepelnou izolací kotle a s vytápěním vyjímatelnými topnicemi v jednom registru; na amoniakáty, síran hlinitý, kyselinu fosforečnou a později změna na kapalná hnojiva (DAM); řada vozů později zbavena izolace, případně i vytápění a přeznačena řadou Zas   | Rahi/Za(c)es 400 hl (sk. 11)       | ČSD Class Rahi group 11 ČSD Class Za(c)es group 11 ČSD Class Zas group 11                  |
| Rahi            | Zaes                  | 11      | 788 4 [P], 788 7 [P]                                      | Studénka                                        | 1973-7x           | 4n, 400 hl, hliníkový kotel s gravitačním vykládáním, s tepelnou izolací kotle a s vytápěním vyjímatelnými topnicemi ve dvou registrech; na fenol, kresol, xylenol, roztok ledové kyseliny octové, formaldehyd, propylenglykol, dýhařská lepidla, kapalná hnojiva a plastifikátory. Na spoustě vozů později odebrána izolace nebo zaslepeno vytápění (nebo oboje)               | Rahi/Zaes 400 hl (sk. 11)          | ČSD Class Rahi group 11 ČSD Class Zaes group 11                                            |
| Rahi            | Zacekks (Zace, Zaces) | 11      | 793 5 [P]                                                 | Studénka                                        | 1973-7x           | 4n, 400 hl, speciální ocelový nerezový kotel s tlakovým vrchním vykládáním, s tepelnou izolací kotle a s vytápěním vyjímatelnými topnicemi v jednom registru; na tavený kaprolaktam | Rahi/Zacekks 400 hl (sk. 11)       | ČSD Class Rahi group 11 ČSD Class Zacekks group 11                                         |
| Ra              | Zagk, Zagks           | 10      | 751 4 - 751 6 [P], 781 5 [P]                              | Královopolská, Studénka                         | 1962-6x           | 4n, 560 hl, na čpavek, zkapalněné uhlovodíkové plyny a methylaminy (kotel se sluneční clonou, armatura s celními uzávěry) | Ra/Zagks 560 hl (sk. 10)           | ČSD Class Ra group 10 ČSD Class Zagks group 10                                             |
| Ra              | Zagks                 | 11      | 781 5 [P], 791 8 [P]                                      | Studénka                                        | 1970-79           | 4n, 560 hl, na čpavek, zkapalněné uhlovodíkové plyny, vinylchlorid a ethylenoxid (kotel se sluneční clonou) | Ra/Zagks 560 hl (sk. 11)           | ČSD Class Ra group 11 ČSD Class Zagks group 11                                             |
| Ra              | Zas                   | 11      | 785 1, 785 4 [P]                                          | Studénka, Poprad                                | 1970-73           | 4n, 630 hl, s brzdařskou budkou (později demontovány) / bez budky, na pohonné hmoty (lehké kapalné uhlovodíky), případně jiné látky dle RID | Ra/Zas 630 hl (sk. 11)             | ČSD Class Ra group 11 ČSD Class Zas group 11                                               |
| Ra              | Zas                   | 11      | 785 4 [P]                                                 | Studénka                                        | 1973-74           | 4n, 630 hl, bimetalový kotel (konstrukční + nerezová ocel), na letecký petrolej (později JET A-1) - čs. armáda | Ra/Zas 630 hl (sk. 11, ČSLA)       | ČSD Class Ra group 11 ČSD Class Zas group 11                                               |
| Rah             | Zaes                  | 11      | 788 2 - 788 4, 788 5 [P]                                  | Studénka, Poprad                                | 1970-73           | 4n, 613 hl, s brzdařskou budkou (později demontovány) / bez budky; na nerostné oleje, na potraviny (jedlé oleje) a melasu | Rah/Zaes 613 hl (sk. 11)           | ČSD Class Rah group 11 ČSD Class Zaes group 11                                             |
| Ra              | Zas                   | 23      | 785 3                                                     | Świdnica (Polsko)                               | 198×              | 4n, ocelový kotel 410 hl s gravitačním vykládáním, na přepravu kyselin, později na přepravu kapalných hnojiv | Ra/Zas 410 hl (sk. 23)             | ČSD Class Ra group 23 ČSD Class Zas group 23                                               |
| Rah             | Zaes                  | 23      | 788 6                                                     | Świdnica (Polsko)                               | 198×              | 4n, ocelový kotel 410 hl s gravitačním vykládáním a fixním vytápěním, na přepravu hydroxidu sodného (později používány i na přepravu kapalných nojiv) | Rah/Zaes 410 hl (sk. 23)           | ČSD Class Rah group 23 ČSD Class Zaes group 23                                             |
| Ra / Rah        | Uah                   | 27      | 738 6                                                     | Závody 23. Augusta Bukurešť (Rumunsko)          | 1958-59           | 4n, 480 hl, vytápění ve třech registrech, podvozky "Diamond" s litými rámy, na nerostné oleje | Ra/Rah 480 hl (sk. 27)             | ČSD Class Ra/Rah group 27                                                                  |
| Ra              | Zas                   | 30      | 785 0, 785 4 [P]                                          | GOŠA, Kraljevo (Jugoslávie)                     | 1965-6x           | 4n, 610 hl, s brzdařskou budkou (později demontovány) / bez budky, podélná přístupová lávka přístupná z čela vozu, níže umístěný kotel; na pohonné hmoty (lehké kapalné uhlovodíky), případně jiné látky dle RID, dále na kapalná hnojiva, melasu a jiné bezpečné látky | Ra/Zas 610 hl (sk. 30)             | ČSD Class Ra group 30 ČSD Class Zas group 30                                               |
| Ra              | Zas                   | 30      | 785 0, 785 4 [P]                                          | GOŠA, Kraljevo (Jugoslávie)                     | 1970              | 4n, 610 hl, bez brzdařské budky, oboustranná obslužná plošina, výše umístěný kotel; na pohonné hmoty (lehké kapalné uhlovodíky), případně jiné látky dle RID, dále na kapalná hnojiva, melasu a jiné bezpečné látky | Zas (Ra) 610 hl (sk. 30)           | ČSD Class Ra group 30 ČSD Class Zas group 30                                               |
| –               | Zas                   | 30      | 785 0, 785 2 (SK), 785 4 [P]                              | ČSD / Đuro Đaković, GOŠA, Kraljevo (Jugoslávie) | 1966-69           | 4n, 610 hl, oboustranná obslužná plošina, výše umístěný kotel, rekonstrukce z Rah/Zaes (sk. 30) zrušením vytápění; na pohonné hmoty (lehké kapalné uhlovodíky), případně jiné látky dle RID, dále na kapalná hnojiva, melasu a jiné bezpečné látky | Zas (ex Zaes) 610 hl (sk. 30)      | ČSD Class Zas group 30                                                                     |
| Rah             | Zaes                  | 30      | 788 0 - 788 1, 788 5 [P]                                  | Đuro Đaković, GOŠA, Kraljevo (Jugoslávie)       | 1966-69 (1964-69) | 4n, 600 hl, s brzdařskou budkou (později demontovány) / bez budky, oboustranná obslužná plošina, výše umístěný kotel; na nerostné oleje (těžké kapalné uhlovodíky, včetně černouhelného dehtu a surové ropy), případně jiné látky dle RID, dále na kapalná hnojiva, melasu a jiné bezpečné látky                                                                                | Zaes (Rah) 600 hl (sk. 30)         | ČSD Class Rah group 30 ČSD Class Zaes group 30                                             |
| –               | Zaces                 | 51      | 797 5 [P]                                                 | Poprad                                          | 1992              | 4n, vysokotlaký spádovaný kotel 300 hl s vytápěním samostatnými topnicemi, na kyselinu sírovou a kyselinu sírovou dýmavou (oleum) | Zaces 300 hl (sk. 51)              | ČSD Class Zaces group 51                                                                   |
| –               | Zacs                  | 51      | 786 6 [P]                                                 | Poprad                                          | 1989-93           | 4n, 340 hl, ocelový kotel přetlakový, vykládaný vrchem, vnitřek kotle pogumovaný, na kyselinu sírovou a jiné toxické látky dle RID | Zacs 340 hl (sk. 51)               | ČSD Class Zacs group 51                                                                    |
| –               | Zaces                 | 51      | 797 7 [P]                                                 | Kraljevo (Jugoslávie)                           | 1989-9x           | 4n, 340 hl, ocelový přetlakový kotel s vytápěním a tepelnou izolací, na roztavenou síru | Zaces 340 hl (sk. 51)              | ČSD Class Zaces group 51                                                                   |
| –               | Zaes                  | 51      | 798 2 [P]                                                 | Poprad                                          | 1991              | 4n, 390 hl, ocelový kotel s vytápěním a izolací a technologickými průlezy na stropě kotle, s gravitačním vykládáním, na hydroxid sodný | Zaes 390 hl (sk. 51)               | ČSD Class Zaes group 51                                                                    |
| Ra              | Zas                   | 51      | 786 1 [P]                                                 | Studénka                                        | 1980-81           | 4n, 400 hl, bimetalový kotel (ocel konstrukční + nerezová) s gravitačním vykládáním, na benzín, letecký petrolej a ostatní lehké kapalné uhlovodíky | Ra/Zas 400 hl (bimetal) (sk. 51)   | ČSD Class Ra group 51 ČSD Class Zas group 51                                               |
| Rahi            | Zaes                  | 51      | 786 4 [P], 798 2 [P], 798 7 [P]                           | Studénka                                        | 1980-8x           | 4n, 400 hl, hliníkový kotel s tepelnou izolací, s vytápěním a s gravitačním vykládáním, na krezol, xylenol, roztok ledové kyseliny octové a podobné roztoky, vinylacetát, dýhařská lepidla, formaldehyd, hydrokrakové oleje, révové víno, kyselinu citronovou, kapalná hnojiva DAM, alkoholy a další                                                                            | Rahi/Zaes 400 hl (hliník) (sk. 51) | ČSD Class Rahi group 51 ČSD Class Zaes group 51                                            |
| Ra              | Zas                   | 51      | 785 5 [P], 795 4 [P]                                      | Studénka                                        | 1982-8x           | 4n, 410 hl, hliníkový kotel s gravitačním vykládáním, na formaldehyd, dýhařská lepidla, kapalné uhlovodíky, alkoholy a oxo-alkoholy, kapalná hnojiva DAM a další | Ra/Zas 410 hl (hliník) (sk. 51)    | ČSD Class Ra group 51 ČSD Class Zas group 51                                               |
| Ra              | Zacs                  | 51      | 785 5 [P], 786 8 [P]                                      | Studénka                                        | 1983-8x           | 4n, 410 hl, hliníkový kotel přetlakový s vykládáním vrchem, na kyselinu mravenčí. Později rekonstrukce na kyselinu dusičnou dýmavou (koncentrovanou) | Ra/Zacs 410 hl (hliník) (sk. 51)   | ČSD Class Ra group 51 ČSD Class Zacs group 51                                              |
| – (Ra)          | Zas                   | 51      | 795 4 [P]                                                 | Poprad                                          | 1988-9x           | 4n, 410 hl, hliníkový kotel s gravitačním vykládáním, na kapalné uhlovodíky, aromatické uhlovodíky a letecký petrolej | Zas (Ra) 410 hl (hliník) (sk. 51)  | ČSD Class Zas group 51                                                                     |
| Rai             | Zas                   | 51      | 785 4 [P]                                                 | Studénka                                        | 1982-8x           | 4n, 410 hl, hliníkový kotel s gravitačním vykládáním, na formaldehyd, dýhařská lepidla a kapalná hnojiva DAM | Rai/Zas 410 hl (hliník) (sk. 51)   | ČSD Class Rai group 51 ČSD Class Zas group 51                                              |
| Rai             | Zacs                  | 51      | 786 4 [P]                                                 | Studénka                                        | 1983-8x           | 4n, 410 hl, bimetalový kotel (ocel konstrukční + nerezová) přetlakový s vykládáním spodem, na polyakryláty, formaldehyd | Ra/Zacs 410 hl (bimetal) (sk. 51)  | ČSD Class Rai group 51 ČSD Class Zacs group 51                                             |
| – (Rahi)        | Zaces, Zacekks        | 51      | 793 5 [P]                                                 | Studénka                                        | 1985              | 4n, 450 hl, izolace a vytápění, dvě obslužné plošiny po celé délce kotle, na anilín, později změna na hydroxid sodný | Zace(kk)s (Rahi) 450 hl (sk. 51)   | ČSD Class Rahi group 51 ČSD Class Zace(kk)s group 51                                       |
| – (Rahi)        | Zaces                 | 51      | 793 5 [P]                                                 | Studénka                                        | 1986              | 4n, 450 hl, vysokotlaký kotel s izolací a vytápěním, dvě obslužné plošiny po celé délce kotle, na ortochlorbenzonitril a dinitrotoluen | Zace(kk)s (Rahi) 450 hl (sk. 51)   | ČSD Class Rahi group 51 ČSD Class Zace(kk)s group 51                                       |
| Ra              | Zas                   | 51      | 786 1 [P]                                                 | Studénka                                        | 1981-8x           | 4n, 460 hl, ocelový kotel s gravitačním vykládáním, na cyklohexanon a metanol |                                    |                                                                                            |
| Ra              | Zacs                  | 51      | 786 1 [P], 786 5 [P], 786 7 [P]                           | Studénka                                        | 1980-87           | 4n, 460 hl, ocelový kotel s vykládáním tlakem vrchem, na kyselinu chlorovodíkovou, kyselinu mravenčí, slabou kyselinu sírovou, chlornan sodný, chloridy a sírany atd. Některé vozy rekonstruovány na gravitační vykládání se změnou na jiné látky (např. čpavková voda) | Zacs (Ra) 460 hl (sk. 51)          | ČSD Class Ra group 51 ČSD Class Zacs group 51                                              |
| Ra              | Zacs                  | 51      | 786 4 [P], 786 5 [P], 786 7 [P]                           | Studénka                                        | 1981-8x           | 4n, 460 hl, ocelový nerezový vysokotlaký kotel s vykládáním tlakem vrchem, na kyselinu dusičnou | Zacs (Ra) 460 hl (sk. 51)          | ČSD Class Ra group 51 ČSD Class Zacs group 51                                              |
| – (Ra)          | Zas                   | 51      | 786 1 [P], 795 8 [P]                                      | Studénka, Poprad                                | 1984-9x           | 4n, 460 hl, ocelový kotel zevnitř pogumovaný s gravitačním vykládáním, na kapalná hnojiva, jednoduché alkoholy a cyklohexanol, benzen, acetáty, tetrachlorethylen, čpavkovou vodu atd. | Zas (Ra) 460 hl (sk. 51)           | ČSD Class Zas group 51                                                                     |
| – (Rai)         | Zas                   | 51      | 795 8 [P]                                                 | Studénka                                        | 1986-87           | 4n, 460 hl, ocelový kotel s gravitačním vykládáním a tepelnou izolací (bez vytápění), na rezol, lepidla a latex | Zas (Rai) 460 hl (sk. 51)          | ČSD Class Zas group 51                                                                     |
| – (Rah)         | Zaes                  | 51      | 798 4 [P]                                                 | Studénka                                        | 1984-8x           | 4n, 460 hl, ocelový nerezový kotel s gravitačním vykládáním a s vytápěním, na glykoly |                                    |                                                                                            |
| –               | Zacs                  | 51      | 786 8 [P]                                                 | Kraljevo (Jugoslávie)                           | 1987-8x           | 4n, 470 hl, ocelový nerezový vysokotlaký kotel, na kyselinu dusičnou, sírovou a jejich nitrační směsi, na acetonkyanhydrin a jiné kyanidové roztoky | Zacs 470 hl (sk. 51)               | ČSD Class Zacs group 51                                                                    |
| –               | Zaces                 | 51      | 797 4 [P]                                                 | Kraljevo (Jugoslávie)                           | 1989-9x           | 4n, 470 hl, ocelový nerezový přetlakový kotel s vytápěním a tepelnou izolací, na tavený kaprolaktam a sirouhlík (později i na jiné sirné sloučeniny) | Zaces 470 hl (sk. 51)              | ČSD Class Zaces group 51                                                                   |
| –               | Zagkks                | 51      | 791 2 [P]                                                 | Kraljevo (Jugoslávie)                           | 1988-8x           | 4n, 470 hl, speciální ocelový vysokotlaký kotel s tepelnou izolací, na hluboce zchlazený kapalný oxid uhličitý | Zagkks 470 hl (sk. 51)             | ČSD Class Zagkks group 51                                                                  |
| –               | Zagkks                | 51      | 791 2 [P]                                                 | Poprad                                          | 1992-93           | 4n, 470 hl, speciální ocelový vysokotlaký kotel s tepelnou izolací, na hluboce zchlazený kapalný oxid uhličitý | Zagkks 470 hl (sk. 51)             | ČSD Class Zagkks group 51                                                                  |
| – (Rahi)        | Zas                   | 51      | 798 3 ČSD + [P], 798 8 [P]                                | Studénka                                        | 1983-86           | 4n, 520 hl, ocelový kotel gravitačně vykládaný s vytápěním a izolací, na nerostné oleje (těžký topný olej, surová ropa atd.), anilín, sulfid sodný, cyklohexanon, nitrobenzen, hydroxid sodný a draselný | Zaes (Rahi) 520 hl (sk. 51)        | ČSD Class Rahi group 51 ČSD Class Zaes group 51                                            |
| – (Rah)         | Zaes                  | 51      | 798 0 [P], 798 5 [P], 798 6 - 798 7, 798 8 [P], 798 9 [P] | Studénka                                        | 1980-87           | 4n, 613 hl, ocelový kotel gravitačně vykládaný, na kapalné uhlovodíky (ropné oleje lehké i těžké, asfaltové zbytky, dehet, ropná paliva, výjimečně na surovou ropu), kapalná hnojiva, jedlé oleje, alkoholy a oxoprodukty, benzol, cyklohexanon, výluhy, hydroxid sodný a draselný, pryskyřice (…)                                                                              | Zaes (Rah) 613 hl (sk. 51)         | ČSD Class Rah group 51 ČSD Class Zaes group 51                                             |
| – (Rah)         | Zaes, Zaces           | 51      | 787 4                                                     | ŽOS / Studénka                                  | 198×              | 4n, 613 hl, ocelový kotel gravitačně vykládaný (označení Zaces je zavádějící), úprava původního kotle na tlakotěsný a změna na metanol; přeznačení ze Zaes (Rah) 798 6 – 798 7 ČSD | Za(c)es (Rah) 613 hl (sk. 51)      | ČSD Class Rah group 51 ČSD Class Zaes group 51 ČSD Class Zaces group 51                    |
| Ra              | Zags                  | 51      | 781 1 [P]                                                 | Studénka                                        | 1980-81           | 4n, 630 hl, ocelový vysokotlaký kotel na zkapalněný butan a isobutan; později všechny existující vozy rekonstruovány na Zas 784 9 na přepravu nebezpečných kapalných látek |                                    |                                                                                            |
| – (Ra)          | Zas                   | 51      | 786 0 [P]                                                 | Studénka                                        | 1980-83           | 4n, 630 hl; na cyklohexanon, benzin, acetáty, oxo-alkoholy, dichlorethan, metanol, kapalná hnojiva, topné oleje, kapalné uhlovodíky – látky bezpečné i nebezpečné dle RID (…) | Zas (Ra) 630 hl (sk. 51)           | ČSD Class Ra group 51 ČSD Class Zas group 51                                               |
| – (Ra)          | Zas                   | 51      | 786 0 [P]                                                 | Studénka                                        | 1982-83           | 4n, 630 hl, podélné obslužné lávky po obou stranách kotle po celé délce; na cyklohexanon, metanol, toluen, později používány na řepkový olej a FAME (MEŘO) | Zas (Ra) 630 hl (sk. 51)           | ČSD Class Ra group 51 ČSD Class Zas group 51                                               |
| – (Ra)          | Zas                   | 51      | 795 9 [P]                                                 | Studénka                                        | 1983              | 4n, 630 hl, ocelový kotel s gravitačním vykládáním; na transformátorový olej (správně by měl mít označení 786 0) | Zas (Ra) 630 hl (sk. 51)           | ČSD Class Ra group 51 ČSD Class Zas group 51                                               |
| – (Ra)          | Zas                   | 51      | 795 9 [P], 796 3 [P]                                      | Studénka                                        | 1983-87           | 4n, 630 hl, bimetalový kotel (konstrukční + nerezová ocel), později ocelový kotel pokovený hliníkem, resp. zinkem, s gravitačním vykládáním; na letecké pohonné hmoty (kerosin), vozy v majetku čs. armády (poté Vojenský vlečkový úřad Praha), dnes Správa státních hmotných rezerv Praha a Ozbrojené sily SR na Slovensku                                                     | Zas (Ra) 630 hl (bimetal) (sk. 51) | ČSD Class Ra group 51 ČSD Class Zas group 51                                               |
| –               | Zas                   | 51      | 795 9 [P]                                                 | Poprad                                          | 1992              | 4n, 630 hl ocelový spádovaný kotel s gravitačním vykládáním, na lineární alfaolefiny a další kapalné uhlovodíky | Zas 630 hl (sk. 51)                | ČSD Class Zas group 51                                                                     |
| –               | Zaes                  | 51      | 798 9 [P]                                                 | Poprad                                          | 1991-92           | 4n, 630 hl ocelový spádovaný kotel s vytápěním a s gravitačním vykládáním, na kapalné uhlovodíky (později většina vozů rekonstruována) | Zaes 630 hl (sk. 51)               | ČSD Class Zaes group 51                                                                    |
| – (Ra)          | Zagkks                | 51      | 791 2 [P], 791 4 [P]                                      | Studénka, Poprad                                | 1980-94           | 4n, 870 až 900 hl, ocelový vysokotlaký kotel francouzské, rakouské, německé, bulharské a polské výroby; na zkapalněný čpavek a kapalné uhlovodíkové plyny (propan, propen a jejich směsi) a butadien | Ra/Zagkks 900 hl (sk. 51)          | ČSD Class Ra group 51 ČSD Class Zagkks group 51                                            |
| Ra              | Zagkks                | 30      | 791 2 [P], 791 3 [P]                                      | Kraljevo (Jugoslávie)                           | 197×              | 4n, 950 hl až 1000 hl, ocelový vysokotlaký kotel se sluneční stříškou, na kapalné uhlovodíkové plyny a jejich směsi | Zagkks (Ra) 950 hl (sk. 30)        | ČSD Class Ra group 30 ČSD Class Zagkks group 30                                            |
| – (Ra)          | Zacs                  | 64      | 786 4 [P]                                                 | Fauvet-Girel (Francie)                          | 1975-76           | 4n, ocelový nerezový vysokotlaký kotel 386 hl, vykládaný vrchem; na kyselinu fosforečnou, později na kyselinu dusičnou, na nitrační směs (kyselina dusičná + sírová) a hydrogensiřičitany (spojeno s řadou úprav armatury a tlakových parametrů kotle); později u několika vozů snížení užitných parametrů kotle a změna na kapalná hnojiva (DAM)                               | Ra/Zacs 386 hl (sk. 64)            | ČSD Class Zacs group 64                                                                    |
| – (Ra)          | Zacs                  | 67      | 786 4 [P]                                                 | MEVA Severin (Rumunsko)                         | 1983              | 4n, 343 hl (1. série), ocelový vysokotlaký kotel vykládaný vrchem, na kyselinu sírovou, acetonkyanhydrin a roztok síranu amonného | Ra/Zacs 343 hl (sk. 67)            | ČSD Class Ra group 67 ČSD Class Zacs group 67                                              |
| –               | Zacs                  | 67      | 786 6 [P]                                                 | MEVA Severin (Rumunsko)                         | 1990              | 4n, 343 hl (2. série), ocelový vysokotlaký kotel vykládaný vrchem, na kyselinu sírovou | Ra/Zacs 343 hl (sk. 67)            | ČSD Class Zacs group 67                                                                    |

### Vozy nádobové
| Národní značení | Značení UIC                        | Skupina | Interval                                                                             | Výrobce                      | Rok výroby                | Popis | Obrázek             | Galerie na Commons             |
| --------------- | ---------------------------------- | ------- | ------------------------------------------------------------------------------------ | ---------------------------- | ------------------------- | --- | ------------------- | ------------------------------ |
| Rj              | Uh / ?                             | 10      | 070 0 [P] / ?                                                                        | Čs. vagónky Tatra            | 1953-55                   | 2n, nádobový vůz, 12× 1000 litrů, kyselina dusičná, spodek shodný s Vtr/Ztr                                               |                     |                                |
| Paoj            | Rmmp                               | 10      | 3-38… / 387 2                                                                        | Závody 1. pětiletky Milevsko | 195×                      | 4n, přepravník cementu na voze Pao, 4 "kulové" nádoby (4× 8000 litrů), volně ložený cement                                |                     |                                |
| Paoj            | Rmmp                               | 10      | 3-38… / 387 2                                                                        | Závody 1. pětiletky Milevsko | 195×                      | 4n, přepravník cementu na voze Pao, 5 válcových nádob, volně ložený cement                                                |                     |                                |
| Paoj            | Rmmp                               | 10      | 3-37, 3-38… / 387 2                                                                  | Závody 1. pětiletky Milevsko | 195×                      | 4n, přepravník cementu na voze Pao, 1 nádoba nerotačního tvaru, volně ložený cement                                       |                     |                                |
| Paj             | Sklmmp                             | 11      | 465 0 [P]                                                                            | Poprad                       | 1979                      | 4n, 22 ocelové nádoby, celkem cca 14000 hl, spodek obdobný Raj-451.0, kyselina sírová a fluorovodíková (sklářský průmysl) | Sklmmp (Paj)        | ČSD Class Paj ČSD Class Sklmmp |
| Paj             | Slmmp                              | 11      | 463 3 [P], 932 2 [P]                                                                 | Poprad                       | 1980                      | 4n, 22 ocelové nádoby, celkem cca 14000 hl, spodek obdobný Raj-451.1, kyselina sírová a fluorovodíková (sklářský průmysl) |                     |                                |
| Raj             | Uac, Uacs (ex Uaces ČSD / Uas [P]) | 11/10   | 8-84, 8-87 ČSD / 580xxx [P] 097 0 [P] / 932 1, 2, 3 ČSD 930 5, (930 6, 930 9), 932 3 | Poprad (prototypy), Smíchov  | 1960 (prototypy), 1961–64 | 4n, 4× 130 hl, typ 495; označení Uac se vyskytuje výjimečně, vesměs u slovenských vozů                                    | Raj/Uacs 495        | ČSD Class Raj                  |
| Raj             | Uacs (ex Uas)                      | 11      | 097 x 930 6 – 930 9, 932 2 – 932 3                                                   | Poprad                       | 1967–73                   | 4n, 4× 130 hl, typ 451.0                                                                                                  |                     | ČSD Class Raj                  |
| Raj             | Uacs (ex Uas)                      | 11      | 096 x, 097 x 920 5, 930 5 – 930 9, 932 1 – 932 3                                     | Poprad                       | 1973–87                   | 4n, 4× 130 hl, typ 451.1 Vozy vyrobené do roku 1980 označeny řadou Uas 09x x                                              |                     | ČSD Class Raj                  |
| –               | Uacs                               | 66      | 930 8 [P]                                                                            | SGP Wien                     | 1980-8x                   | 4n, 6× 160 hl, na granulovaný polyethylen                                                                                 |                     |                                |
| –               | Uacs                               | 51      | 932 4 [P]                                                                            | Poprad                       | 1986, 1992-93             | 4n, 3× 207 hl, na sypké hmoty (cement, vápno)                                                                             | Uacs 620 hl 51. sk. | ČSD Class Uacs group 51        |

### Vozy chladicí
| Národní značení | Značení UIC                   | Skupina | Interval                                       | Výrobce | Rok výroby | Popis | Obrázek     | Galerie na Commons              |
| --------------- | ----------------------------- | ------- | ---------------------------------------------- | ------- | ---------- | --- | ----------- | ------------------------------- |
| L               | Icoqrs, Icoqrrs / Icoqs / Ics | 25      | 816 8 - 816 9 / 840 8 - 840 9                  | Dessau  | 1959-6×    | 2n, EK-2, chlazené ledem, podlaha s roštem, s průběžným kabelem elektrického topení (některé navíc parním topným potrubím), většina v majetku Čs. průmyslu masného              |             | ČSD Class L                     |
| Lp              | Ibops                         | 25      | 815 0 - 815 1 / od r. 1982: 806 0              | Dessau  | 197×       | 2n, EKB-2, bez el. kabelu; pro přepravu piva (dodány pivovarům) |             |                                 |
| Lp              | Ibopqrs / Ibopqs / Ibops      | 25      | 815 5 / od r. 1982: 805 9 / od r. 1994: 806 05 | Dessau  |            | 2n, EKB-2, s el. kabelem, po demontáži kabelu po roce 1994 Ibops 806 05; pro přepravu piva (dodány pivovarům)                                                                   |             |                                 |
| Lpc             | Ibbhs                         | 25      | 826 6                                          |         |            | 2n |             |                                 |
| Lpc             | Ibbhpqs                       | 25      | 824 8 / 827 1                                  | Niesky  | 1969-75    | 2n, EK2 |             | ČSD Class Lpc                   |
| Lp              | Ibbhps                        | 25      | 826 2                                          | Dessau  |            | 2n |             |                                 |
| Lccs            | Ibbhqs / Ibbhps               | 25      | 825 0 / 826 2                                  | Dessau  | 1982-8×    | 2n, EK2-Transit, napájecí kabel později odebrán |             | ČSD Class Ibbhps                |
| La              | Iacqrrs / Iacqs               | 25      | 837 2 / 861 5                                  | Dessau  | 1956-58    | 4n, EK4, s brzdařskou budkou / bez budky |             | ČSD Class La                    |
| La / Laz        |                               | 25      | 5162.. / 2162..                                | Smíchov | 1951       | 4n, se strojním chlazením a kabinoupro strojníka; přeprava potravin snadno podléhajících zkáze                                                                                  |             |                                 |
| Laz             | Iacqrrs                       | 25      | 860 4 (ex 5200.. [P])                          | Dessau  | 196×       | 4n, MK4, bezrozsochové podvozky Görlitz, s agregátem pro chlazení; přeprava potravin snadno podléhajících zkáze – Průmysl masný                                                 | Laz/Iacqrrs | ČSD Class Laz ČSD Class Iacqrrs |
| Las             | Iaeghiimqs                    | 25      | 879 1                                          | Dessau  | 198×       | 4n, MK4-441-81, podvozky Y25Cs, s agregátem pro chlazení a kabinou strojníka; Mrazírny Praha, přeprava potravin snadno podléhajících zkáze                                      |             |                                 |
| Las             | Iaceghiimqs                   | 25      | 879 0                                          | Dessau  | 1981-8×    | 4n, MK-4-441-81, povozky Y25Cs, s agregátem pro chlazení a kabinou strojníka a s parním vytápěním; Masný průmysl + Mrazírny Praha, přeprava potravin snadno podléhajících zkáze |             |                                 |

## Vozy dodané po roce 1993
| Národní značení | Značení UIC            | Skupina | Interval                | Výrobce                                           | Rok výroby | Popis | Obrázek                 | Galerie na Commons                                    |
| --------------- | ---------------------- | ------- | ----------------------- | ------------------------------------------------- | ---------- | --- | ----------------------- | ----------------------------------------------------- |
| –               | Gbs                    |         | 150 2                   |                                                   |            | 2n, zařazeny na Slovensku, ex SBB-CFF-FFS |                         | SK Class Gbs                                          |
| –               | Gbs                    | 12      | 154 3                   |                                                   |            | 2n, spěšninový (ČD), reko z Gbqs 154 2 (odebrání kabelu el. topení) |                         |                                                       |
| –               | Gas                    | 51      | 191 6                   |                                                   |            | 4n, reko z Gags 51. skupiny typu 9-119.2 (zaslepeny dveřní výsypné klapky); vlastník: VaDS Bohumín |                         | ČD Class Gas                                          |
| –               | Hbis                   |         | 224 5                   | ŽELOS Trnava                                      | 2000-05    | rekonstrukce z Gbgkks – zařazeny na Slovensku |                         | SK-ZSSKC Class Hbis                                   |
| –               | Hbis                   |         | 225 0                   |                                                   |            | zařazeny na Slovensku, second hand |                         | SK Class Hbis                                         |
| –               | Hbils                  |         | 235 0                   |                                                   |            | zařazeny na Slovensku, second hand |                         | SK Class Hbils                                        |
| –               | Hirrs                  |         |                         | ŽELOS Trnava                                      | 20xx       | dvouvozová jednotka vzniklá spojením vozů řady Hbis 224 5, původně rekonstrukce z Gbgkks – zařazeny na Slovensku |                         | SK Class Hirrs                                        |
| –               | Heirrs                 |         |                         | ŽELOS Trnava                                      | 20xx       | třívozová jednotka vzniklá spojením vozů řady Hbis 224 5, původně rekonstrukce z Gbgkks – zařazeny na Slovensku |                         | SK Class Heirrs                                       |
| –               | Hbbillnss              | 13      | 246 1                   | Č. Lípa                                           | 1997-xx    | vyrobeno v licenci DWA Niesky | Hbbillnss               | ČD-C Class Hbbillnss                                  |
| –               | Hbbillns               | 13      | 246 2                   | Č. Lípa                                           |            | původně Hbbillnss 246 1 (snížení maximální rychlosti v loženém stavu) | Hbbillns                | ČD-C Class Hbbillns                                   |
| –               | Habbillnss / Habbillns | 55      | 278 0                   | OOS Ostrava + Tatravagónka Poprad                 | 2002       | 100 ks, první série | Habbillns(s) (1. série) | ČD Class Habbillnss ČD-C Class Habbillns              |
| –               | Habbillnss             |         | 278 0                   | OOS Ostrava + DWA Niesky                          | 2005-0x    | 200 ks, druhá série |                         | ČD Class Habbillnss                                   |
| –               | Kils                   | 12      | 338 0                   | LOSTR Louny, OOS Ostrava                          | 2006-0x    | rekonstrukce z Gbgkks, nová skříň – odsuvné bočnice, úprava spodku, 300 ks, prototyp 21 54 338 0 000 vyroben v LOSTRu Louny; od r. 2009 úprava na Laails 430 7                                                                         |                         | ČD-C Class Kils                                       |
| –               | Rils                   | 51      | 354 1                   | OOS Ostrava                                       | 2001-05    | rekonstrukce z Res 51 sk. |                         | ČD-C Class Rils                                       |
| –               | Roos                   | 54      | 352 5                   | OOS Ostrava                                       | 2006-0x    | rekonstrukce z Res 11. sk., na přepravu dřevní kulatiny a ocelových výrobků |                         | ČD-C Class Roos                                       |
| –               | Res                    | 54      | 399 7                   | OOS Ostrava                                       | 2001       | podv. Y25Lsd1, reko Res sk. 11 |                         |                                                       |
| –               | Laails                 | 54      | 430 7                   | OOS Ostrava                                       | 2009-xx    | dvouvozová jednotka vzniklá spojením vozů Kils 338 0, vytvořeno 50 dvouvozových jednotek | Laails                  | ČD-C Class Laails                                     |
| –               | Laaps                  | 54      | 430 9                   | OOS Ostrava                                       | 2007-xx    | dvouvozová jednotka vzniklá rekonstrukcí z vozů Gbgs; na přepravu dřevní kulatiny | Laaps                   | ČD-C Class Laaps                                      |
| –               | Laaps-y                | 54      | 430 9                   | OOS Ostrava                                       |            | dvouvozová jednotka vzniklá rekonstrukcí z jednotky Laaps 430 9 snížením čelních stěn (prototypově byl upraven vůz Laaps 430 9 022); na přepravu dřevní kulatiny                                                                       |                         | ČD-C Class Laaps-y                                    |
| –               | Lgs                    |         | 442 5                   | ŽELOS Trnava                                      |            | kontejnerový vůz, rekonstrukce z Gbgkks odstraněním skříně a zesíleném spodku – zařazeny na Slovensku | Lgs                     | SK-ZSSKC Class Lgs                                    |
|                 | Smmps                  | 11      | 472 2                   |                                                   |            | 4n, reko z Oa |                         | ČD Class Smmps                                        |
| –               | Sps                    | 50      | 472 0                   | ŽOS                                               | ?          | 4n, rekonstrukce u ŽSR z Res (Nas) 10. sk. na přepravu dřeva (odebrání bočních klapek a dosazení pevných klanic s lanovými napínáky a s řetězy)                                                                                        |                         |                                                       |
|                 | Sggnss                 |         | 457 6                   | Tatravagónka Poprad                               | od 2012    | 4n, jednodílný kontejnerový vůz 80´ vyvinutý pro Metrans Rail. Část vozů Metransu zařazena jako CZ-MT, část v Německu jako D-MT. Vozy provozuje rovněž Express Rail (SK-ERSA)                                                          |                         | CZ Class Sggnss                                       |
| –               | Sggmrss                | 54      | 496 1                   | LOSTR Louny                                       | 2005       | dvouvozová jednotka; na přepravu kontejnerů velikosti 20', 30', 40', 45' a výměnných nástaveb |                         | ČD-C Class Sggmrss                                    |
| –               | Smmps                  | 54      | 472 8                   | OOS Ostrava                                       | 2000-01    | reko ze Smmps 11. sk., podv. Y25Lsd1 | Smmps 54. sk.           | ČD Class Smmps ČD-C Class Smmps                       |
| –               | Falls                  | 54      | 668 1 [P], 668 7, 668 8 |                                                   | 2004       | reko z Falls 11. sk. (9-401.0), podv. Y25Rs, u ČD 200+14+31 ks |                         | ČD-C Class Falls                                      |
| –               | Falls                  | 51      | 668 2 (…)               |                                                   |            | slovenská rekonstrukce Falls 11. sk., podv. Y25Cs | Falls (Y25) group 51    | SK-ZSSKC Class Falls group 51                         |
|                 | Zas                    | 67      | 786 4 [P]               | KOS Krnov / MEVA Severin (Rumunsko)               | 1997-xx    | 4n, 343 hl, ocelový kotel vykládaný spodem, na kapalná hnojiva (rekonstrukce armatury kotle vozu Zacs 786 4, sk. 67) | Zas group 67            | ČD Class Zas group 67 CZ-LVCH Class Zas group 67      |
|                 | Zaces                  | 67      | 786 4 [P] / 787 6       | KOS Krnov / MEVA Severin (Rumunsko)               | 2000-xx    | 4n, 343 hl, ocelový kotel vysokotlaký, vykládaný vrchem, s vytápěním, na kyselinu sírovou dýmavou (oleum) (rekonstrukce vozů Zacs 786 4, sk. 67 dosazením topných hadů). Provozní vozy byly po roce 2010 přeznačeny do intervalu 787 6 | Zaces group 67          | ČD Class Zaces group 67 CZ-TRANS Class Zaces group 67 |
| –               | Uacns                  | 51      | 932 6 [P]               | Poprad                                            | 1995-9x    | 4n, 430 + 370 hl (dvě komory, čtyři výsypky), na sypké hmoty (cement, vápno) | Uacns (800 hl) group 51 | ČD Class Uacns group 51                               |
| –               | Uacns                  |         | 932 7                   | Feldbinder Wittenberg (SRN) + Tatravagónka Poprad | 2008-09    | hliníková skříň 128 m³, vůz vyhovuje TSI, podvozky ELH2 (ELH Halle, SRN); na uhelný prach (mleté uhlí) – zařazeny na Slovensku (Express Slovakia SK-EXSK)                                                                              |                         |                                                       |
| –               | Tdns                   | 13      | 013 0                   | Č. Lípa                                           | 1995-99    | hnojiva a sypké chemikálie, sklářský písek |                         | ČD-C Class Tdns                                       |
| –               | Tbis                   |         | 071 0, 071 5            |                                                   |            | zařazeny na Slovensku, second hand |                         | SK Class Tbis                                         |
| –               | Tms, Tms-u             |         | 072 6                   | ŽELOS Trnava                                      | 2004       | rekonstrukce z Es 13. skupiny doplněním posuvné střechy a zaslepením čelních klapek. Zařazeny na Slovensku |                         | SK Class Tms                                          |
| –               | Tams                   | 52      | 080 7                   | OOS Ostrava                                       |            | první série, rekonstrukce z Eas-u; pro přepravu hutních výrobků a sypkých hmot (např. kaolin) |                         |                                                       |
| –               | Tams                   | 52      | 080 7                   | OOS Ostrava                                       | 2004-05    | druhá série od č. 080 7 154 (první vůz dokončen již v roce 2004, číselně jako poslední vůz první série), rekonstrukce z Eas-u 52. sk.; pro přepravu hutních výrobků a sypkých hmot (např. kaolin)                                      |                         |                                                       |
| –               | Tadnss                 | 55      | 093 8                   | LOSTR Louny                                       | 2006       | chemikálie a granuláty, prášková hnojiva (ne na potraviny) – 30 vozů, dodány v roce 2006, později úprava na Tadgnss |                         |                                                       |
| –               | Tadgnss                | 55      | 092 5                   | LOSTR Louny                                       | 2005-06    | obilniny a zrniny (potraviny), dodávány od 04/2006 | Tadgnss                 | ČD-C Class Tadgnss                                    |
| –               | Talls                  |         | 067 5                   | OOS Ostrava                                       |            | rekonstrukce z Falls (11. sk.) úpravou skříně a doplněním odklopné střechy a dosazením podvozků Y25, na sypké hmoty s max. spec. hmotností 1,6 kg/dm³ (např. na křemičitý sklářský písek)                                              | Talls                   | ČD-C Class Talls                                      |